# Centro histórico de Chihuahua

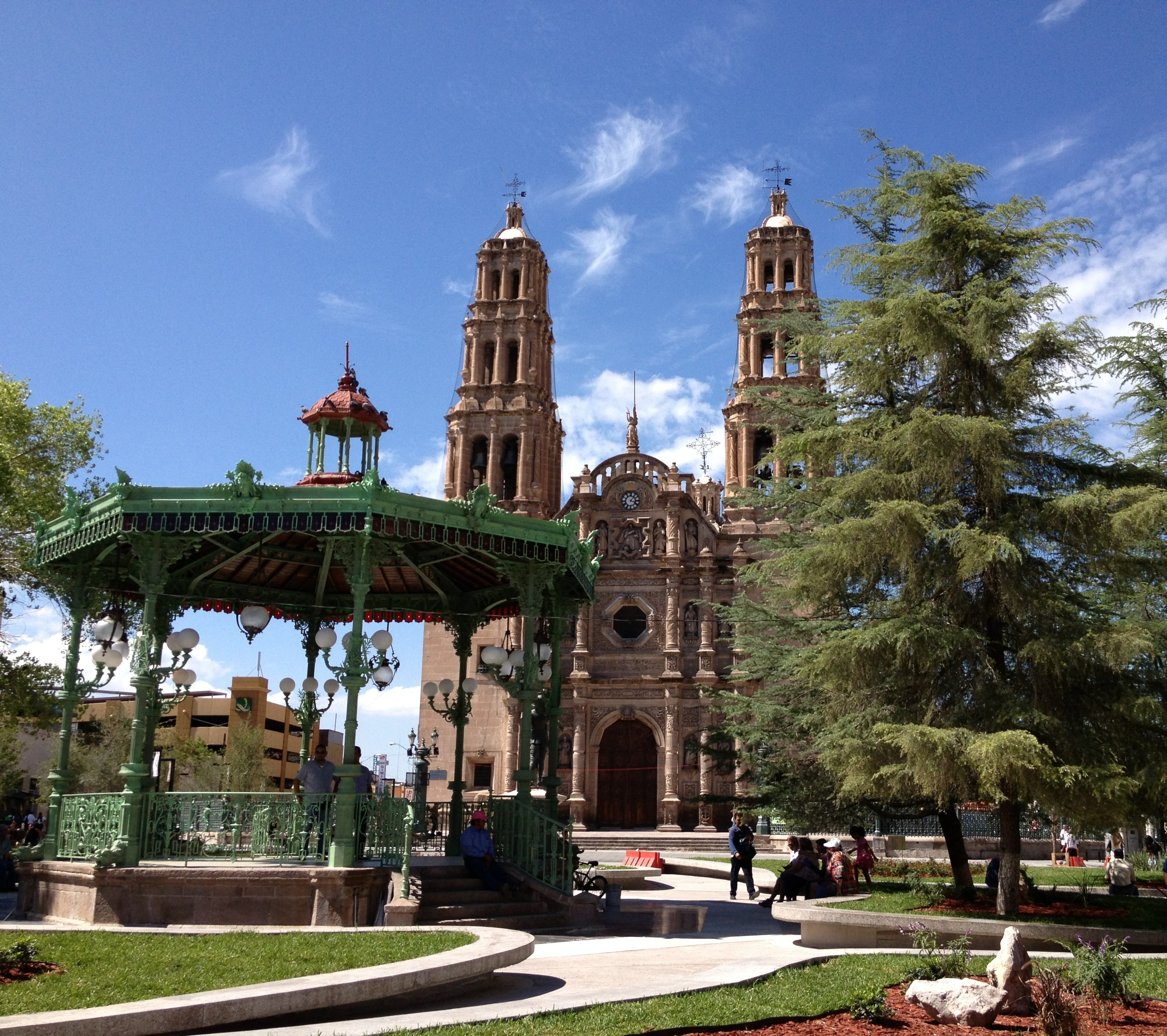
Catedral de Chihuahua y Plaza de Armas, en el Centro histórico de la ciudad.

El centro histórico de Chihuahua (coloquialmente denominado como el Centro) es el nombre dado a la zona central del área urbana de la ciudad de Chihuahua, Chihuahua, México; y que constituyó la traza original de la población fundada el 12 de octubre de 1709 con el nombre de Real de Minas de San Francisco de Cuellar.
De acuerdo a un decreto del Congreso de Chihuahua del 23 de octubre de 2014, su perímetro se encuentra limitado al norte por la Av. Niños Héroes, al este por la Av. Pacheco, al sur por la Av. 20 de Noviembre y al oeste por el Blvd. Díaz Ordaz.
Dentro de estos límites se encuentra la mayoría de las construcciones de valor histórico heredadas de la época de la colonia española y cuya principal joya es la Catedral de Chihuahua situada frente a la Plaza de Armas, corazón del centro histórico y de la ciudad.

## Principales monumentos

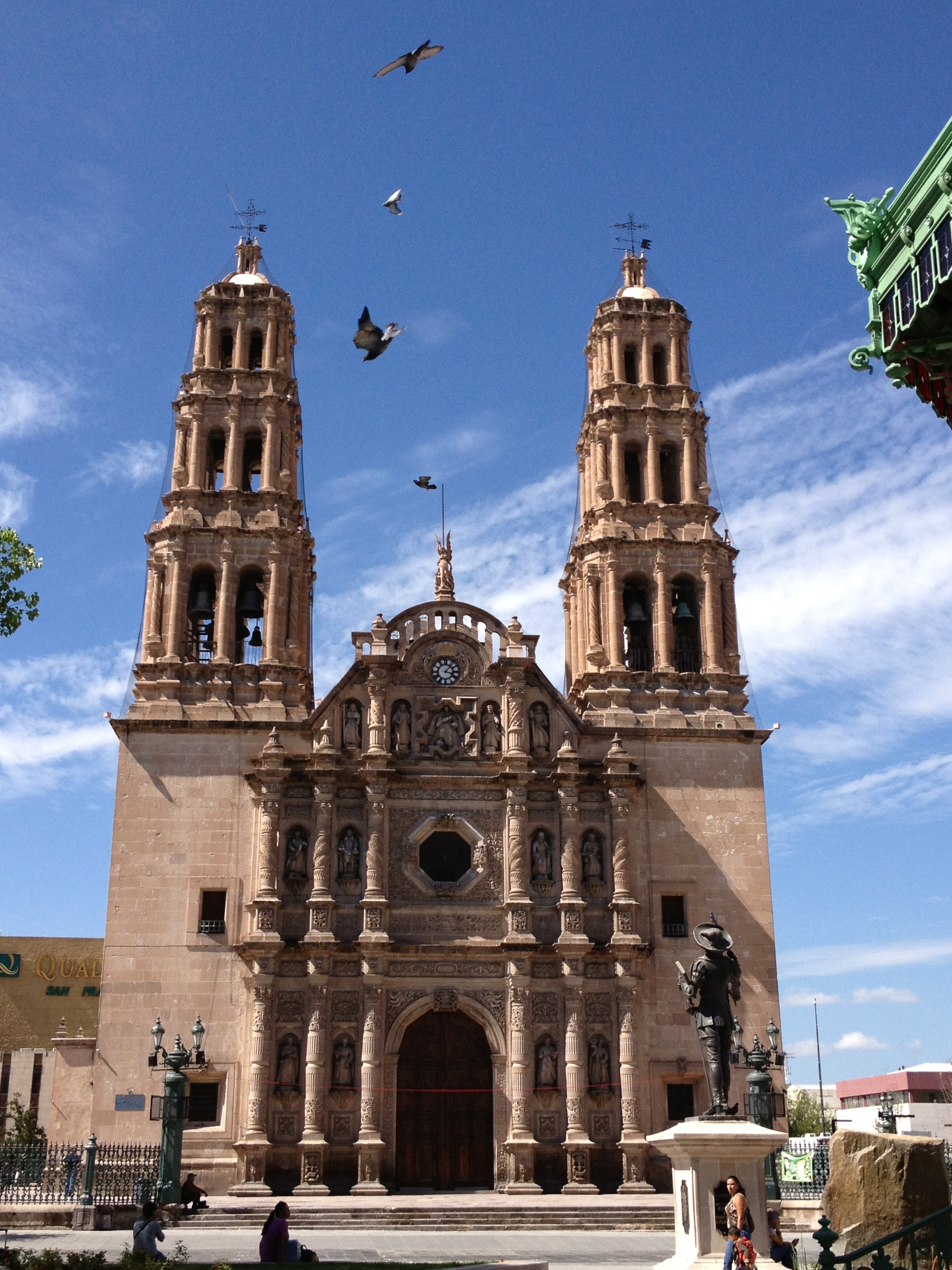
Catedral de Chihuahua
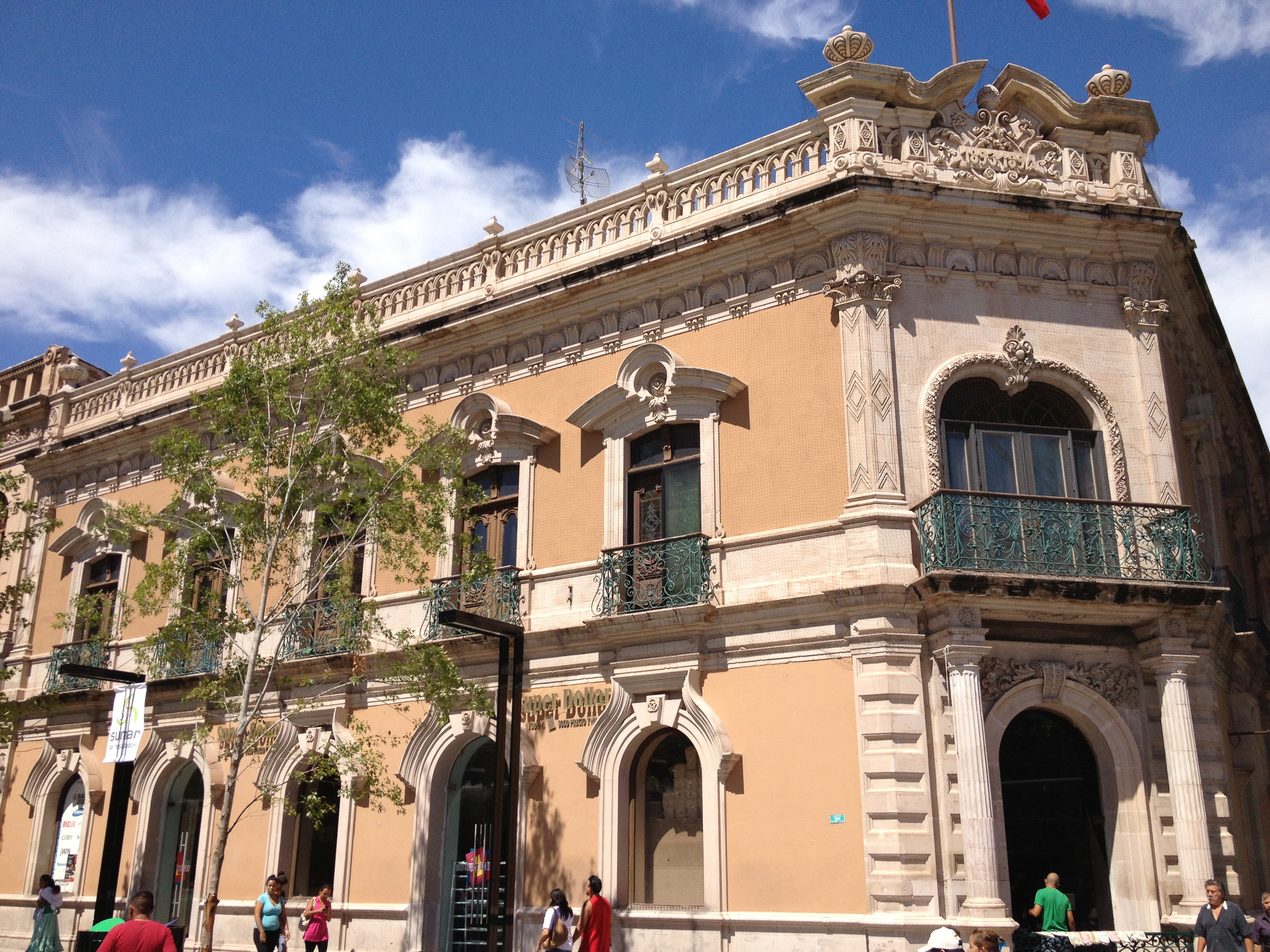
Casa Creel
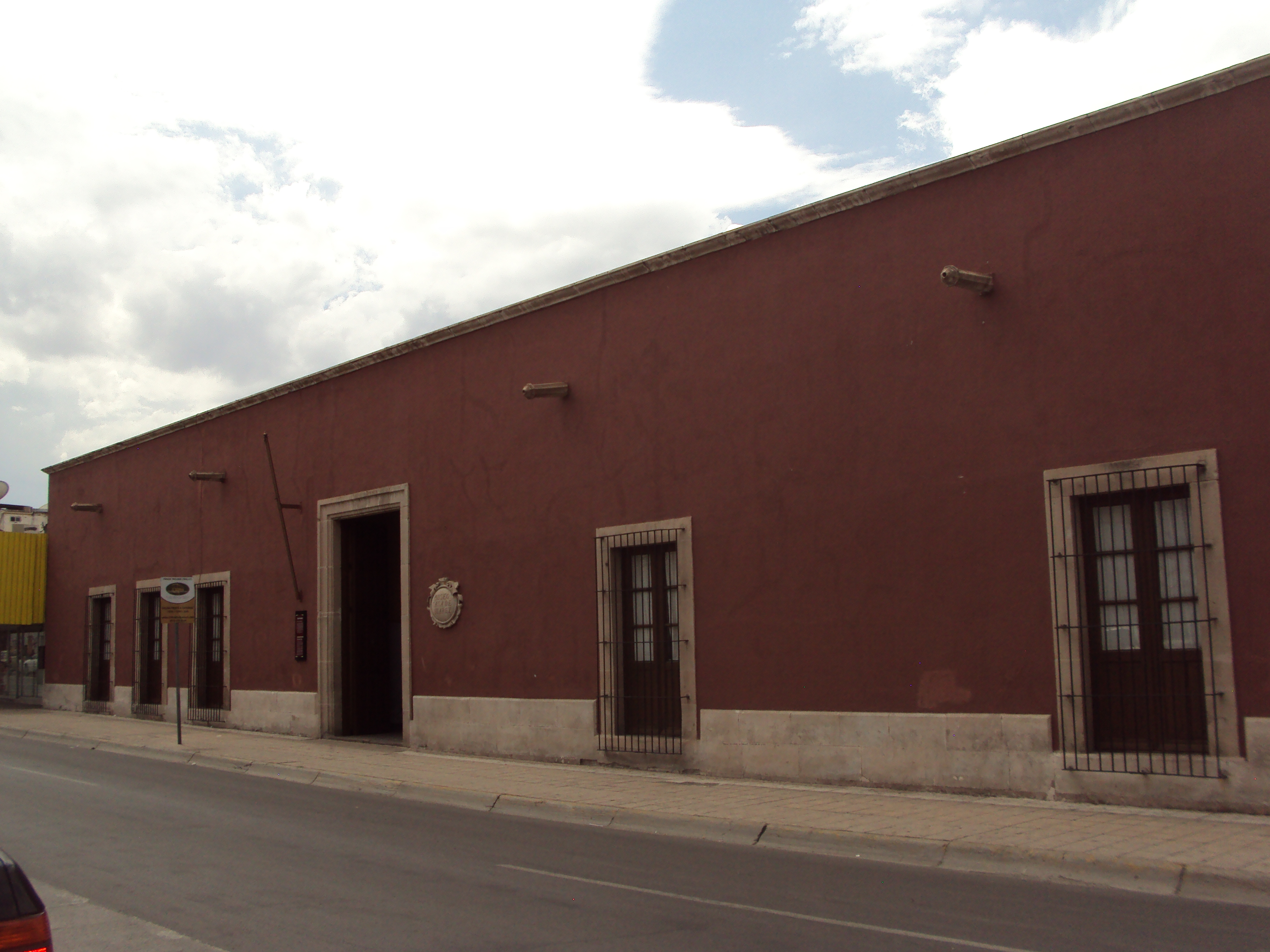
Casa de Juárez
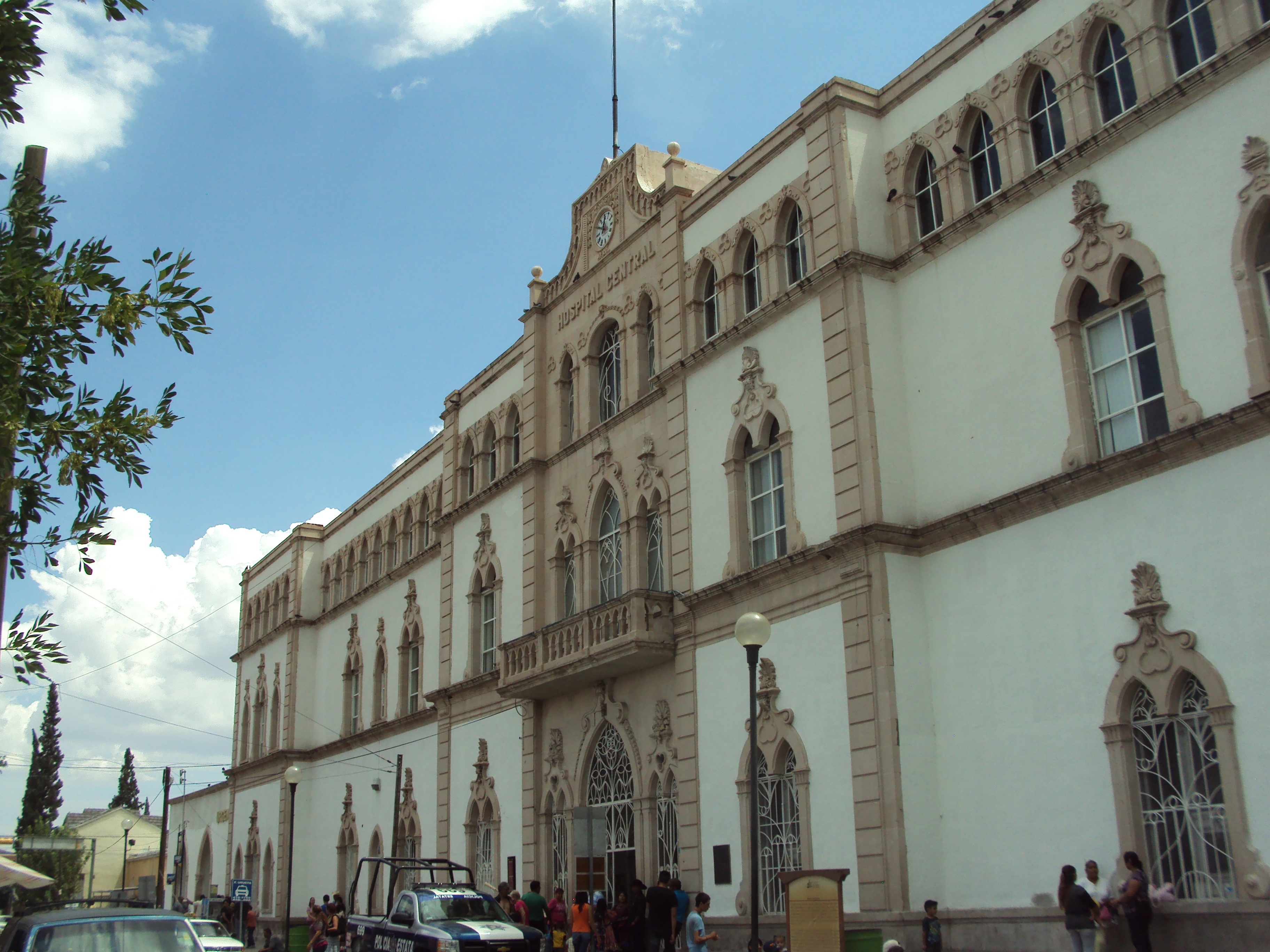
Hospital Central Universitario
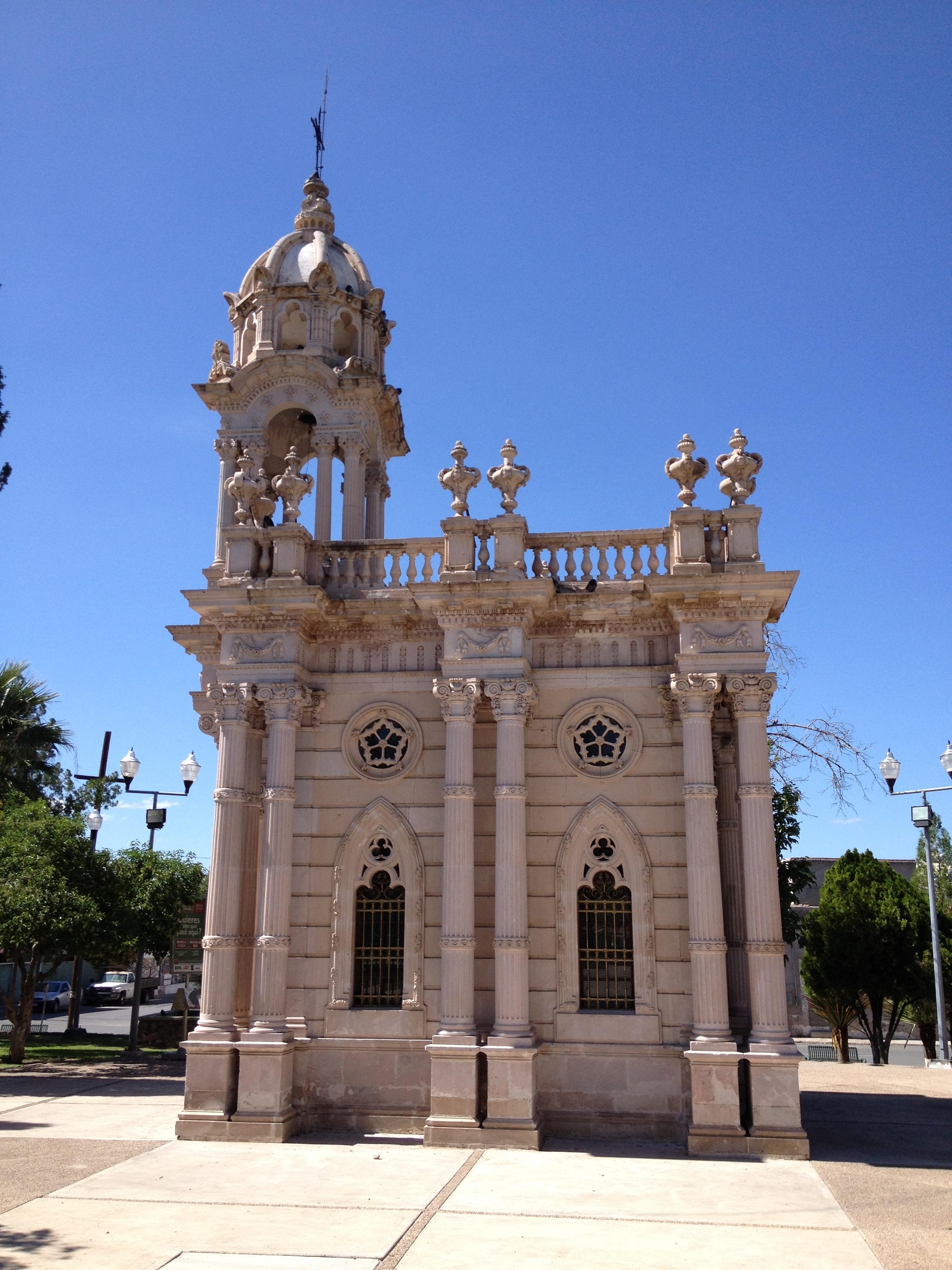
Mausoleo de Villa
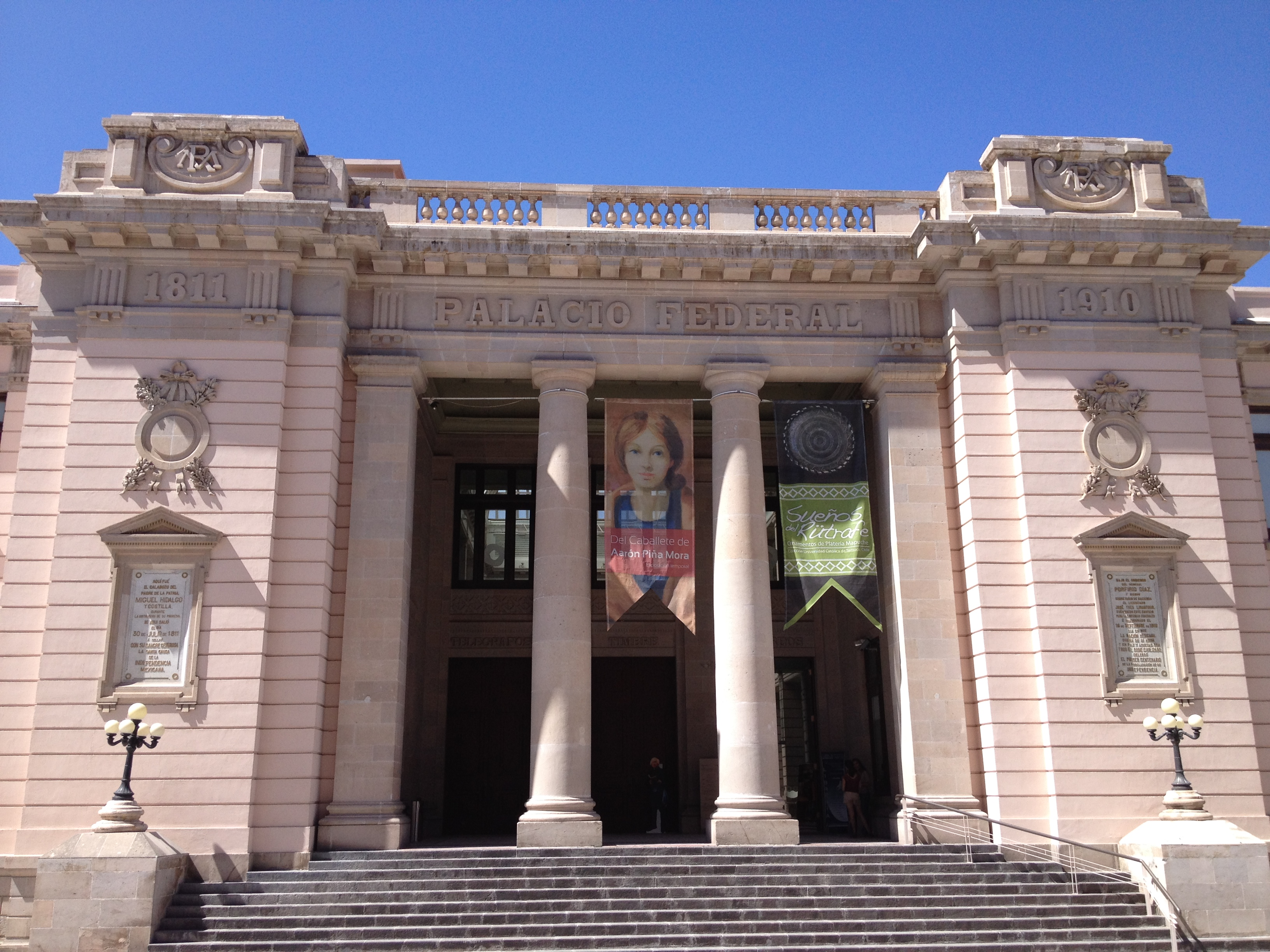
Museo Casa Chihuahua (Palacio Federal)
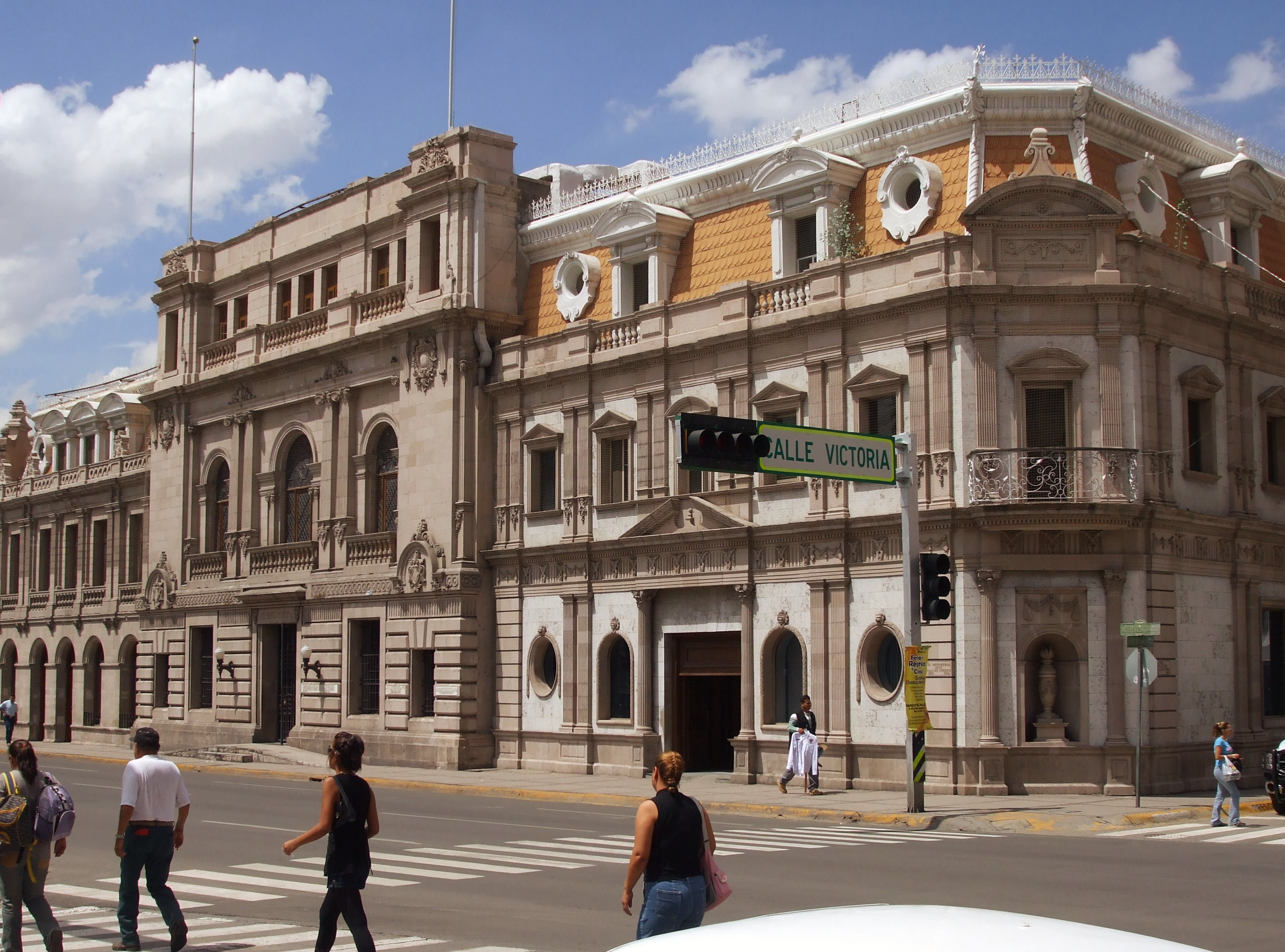
Palacio del Ayuntamiento
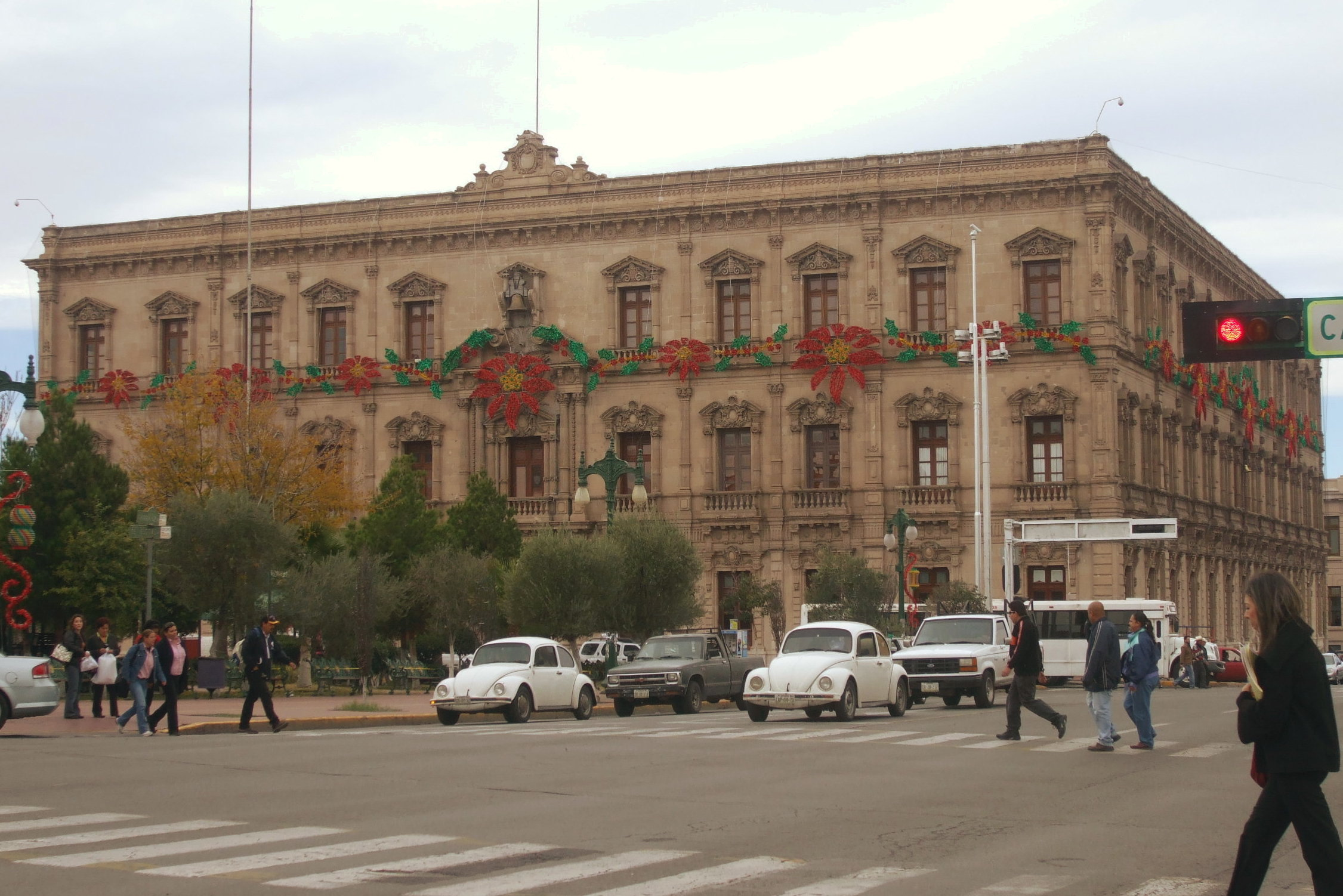
Palacio de Gobierno
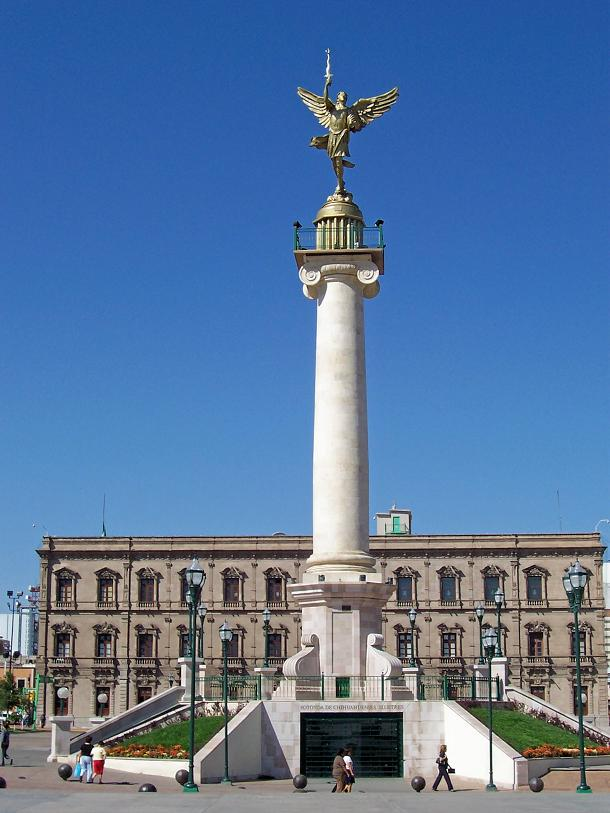
Plaza Mayor
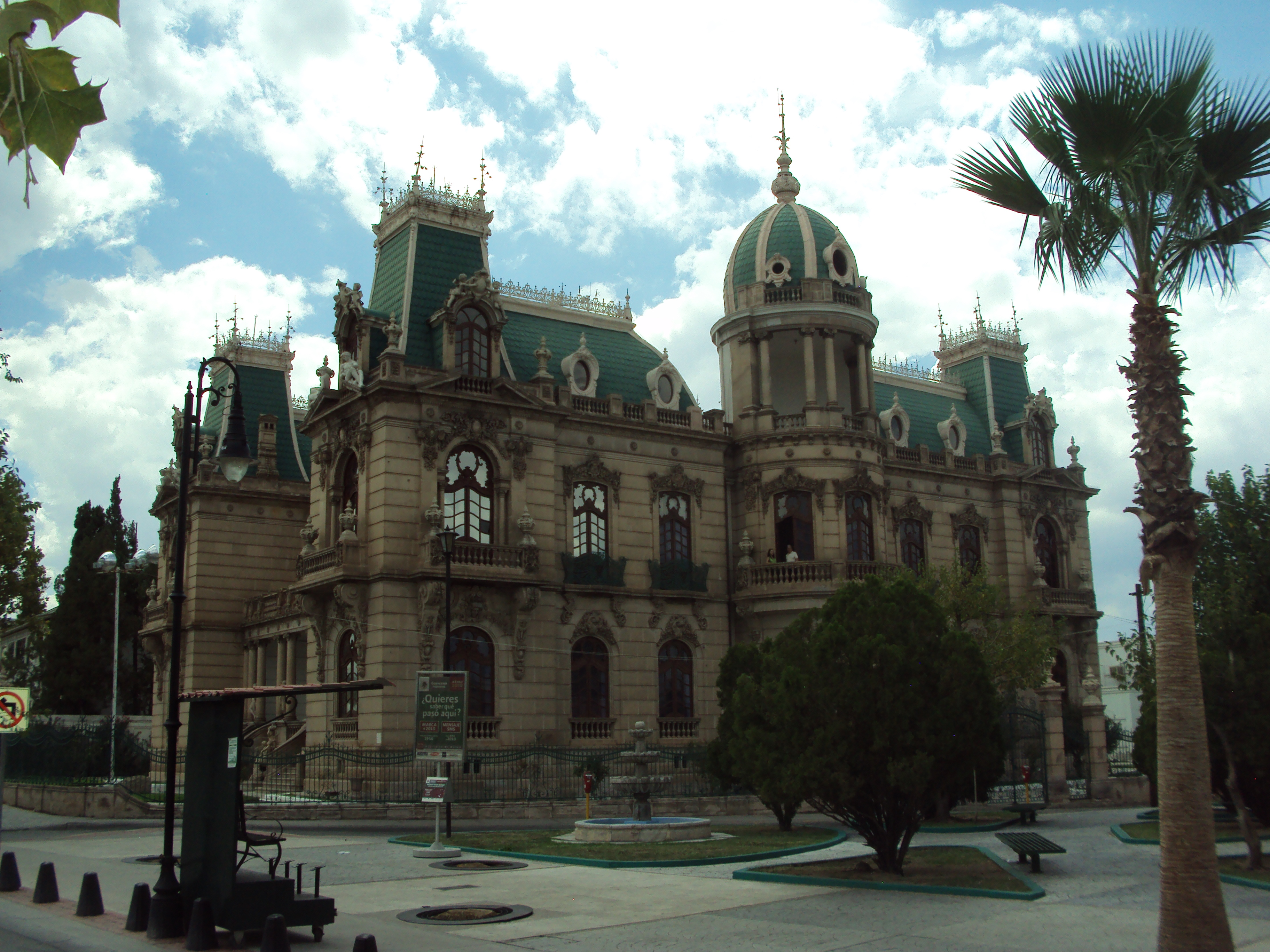
Quinta Gameros
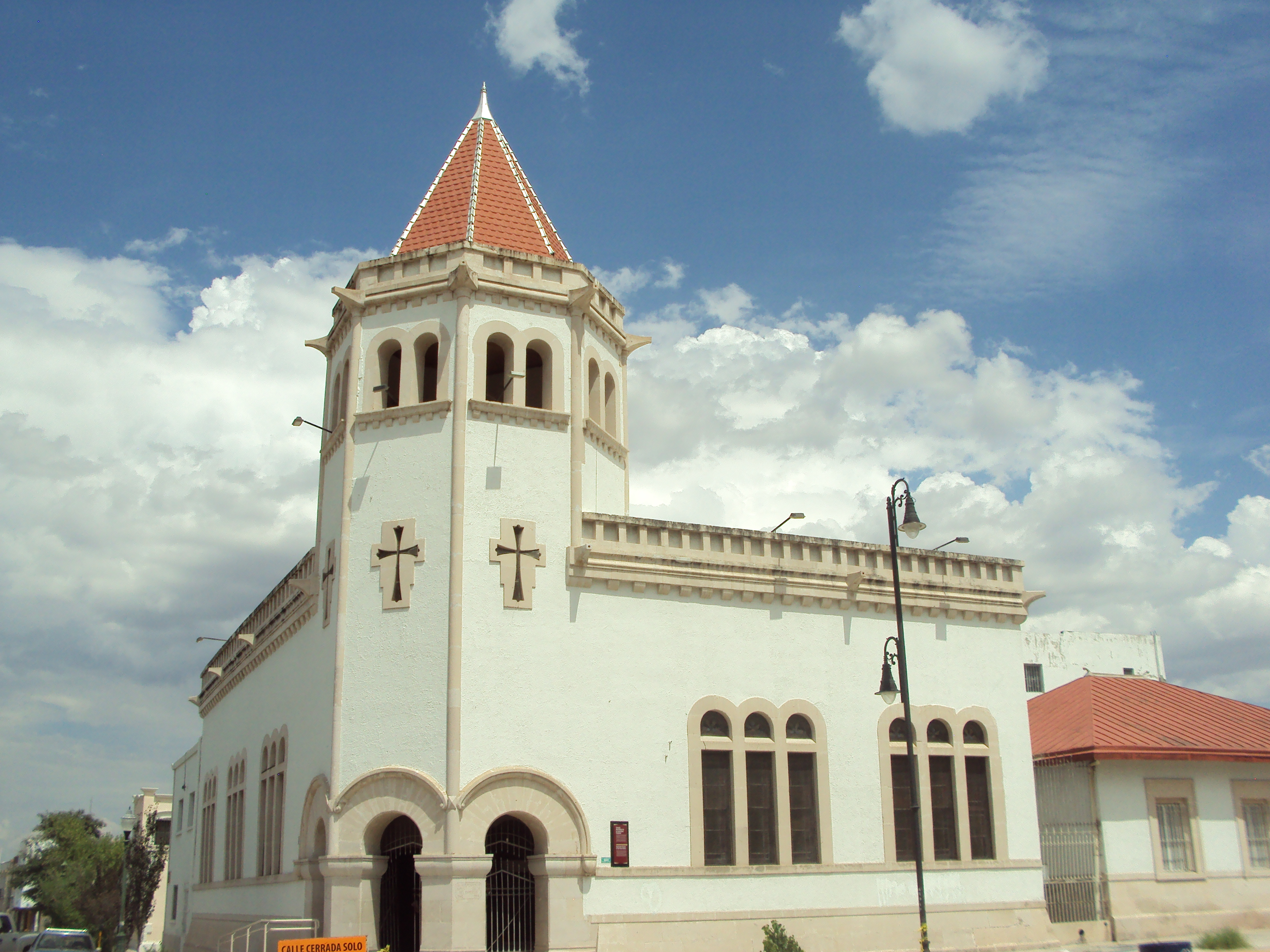
Templo de la Trinidad
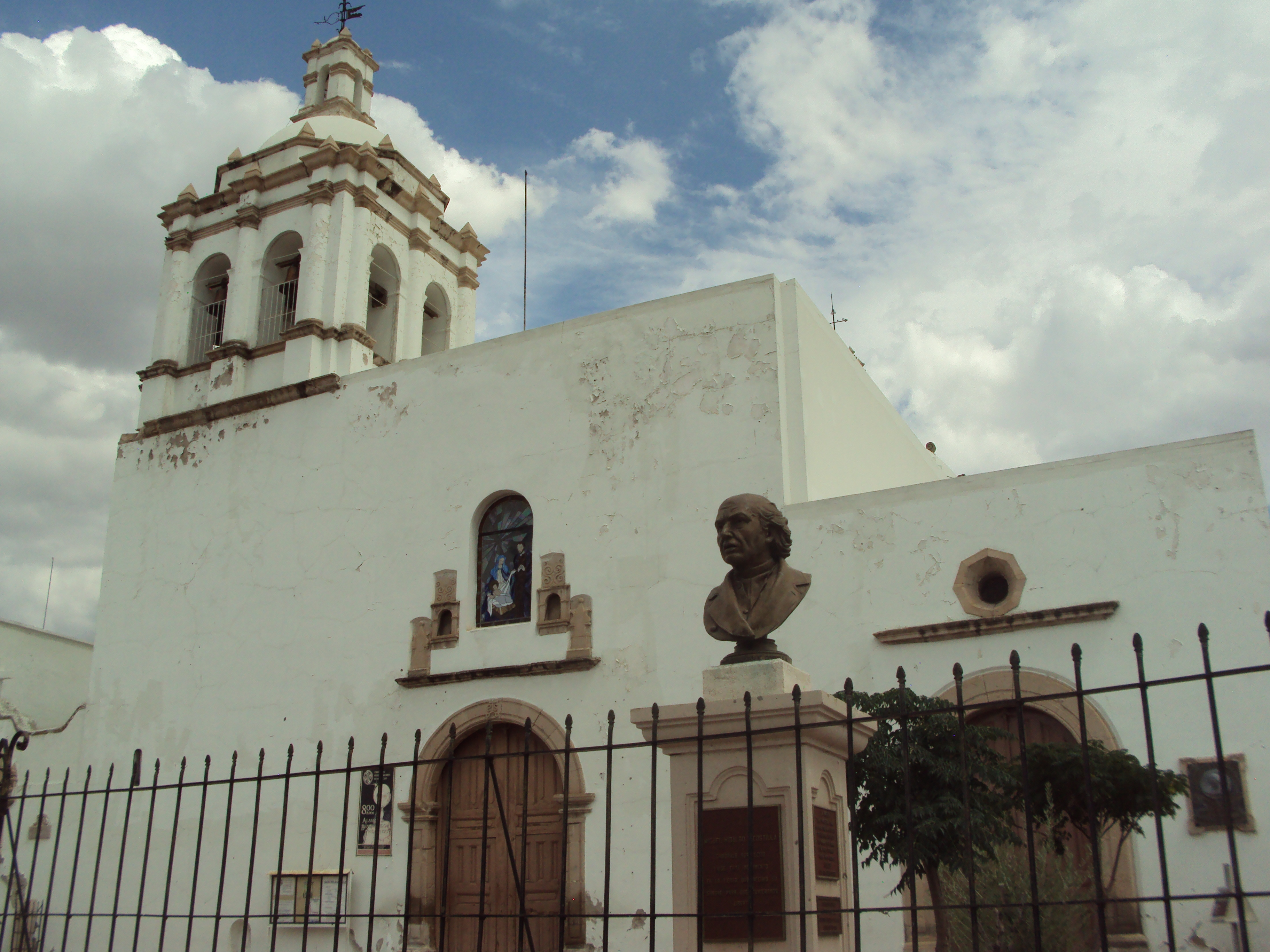
Templo de San Francisco de Asís
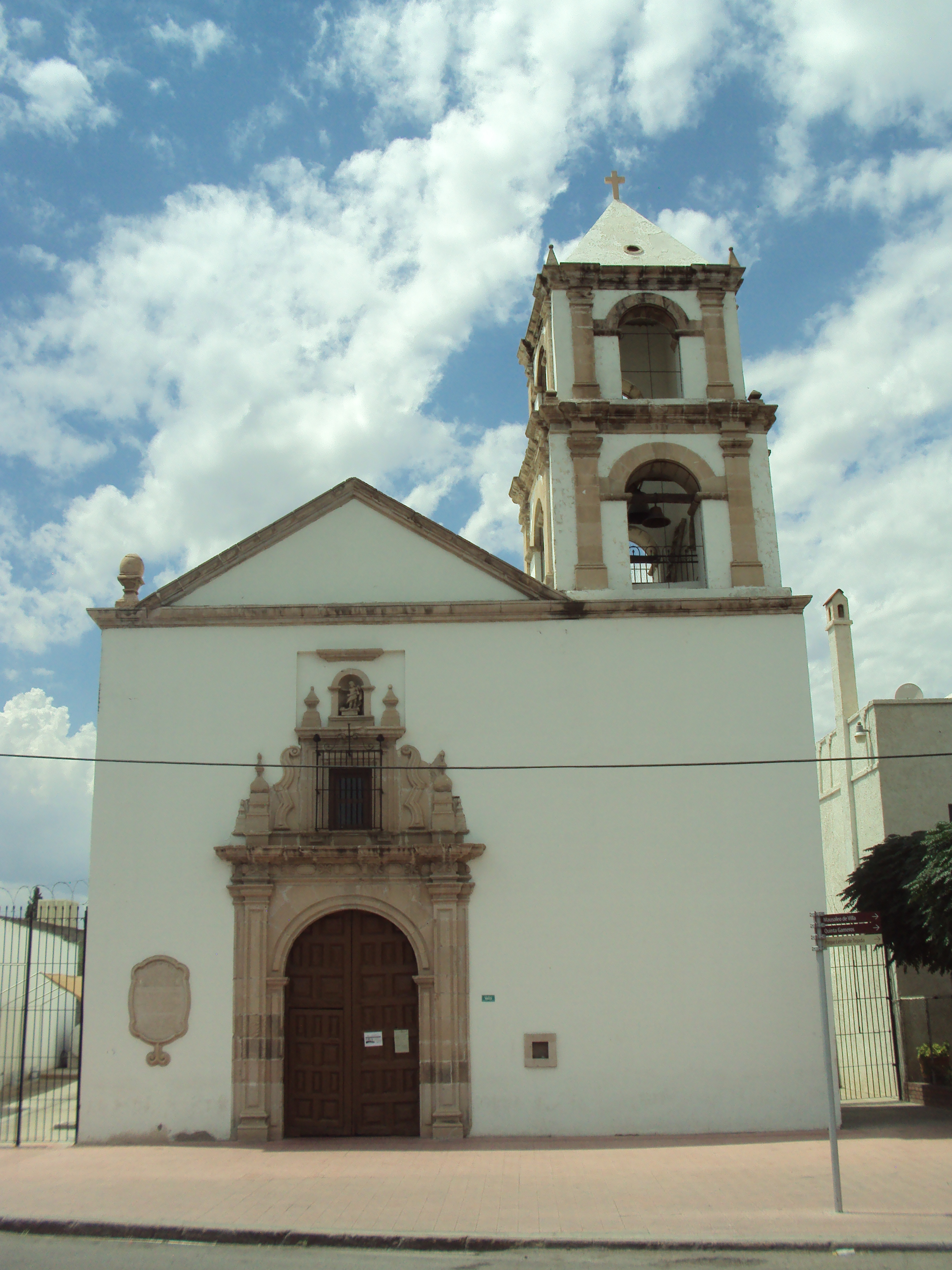
Templo de Santa Rita de Casia